# 侯賽因戴伊勝利競技會
侯賽因戴伊勝利競技會（法語：Nasr Athlétique de Hussein Dey）是一支位于阿尔及利亚首都阿尔及尔侯赛因德尔区的足球俱乐部。球队创建于1947年。俱乐部主体育场为席奥伊兄弟体育场（Stade Frères Zioui）。

## 球队战绩
- 阿爾及利亞足球甲級聯賽: 1

1967
- 阿尔及利亚盃: 1

1979
- 非洲优胜者盃:

亚军：1978